# سابیونتا
سابیونتا (به ایتالیایی: Sabbioneta) شهر و کومونهای (comune) در استان منتووا در منطقهٔ لمباردی در ناحیهٔ شمالی کشور ایتالیاست. این شهر در ۳۰ کیلومتری پارما و در نزدیکی رود پو واقع شده‌است. این شهر در سال ۲۰۰۸ در فهرست میراث جهانی یونسکو قرار گرفت.

## نگارخانه

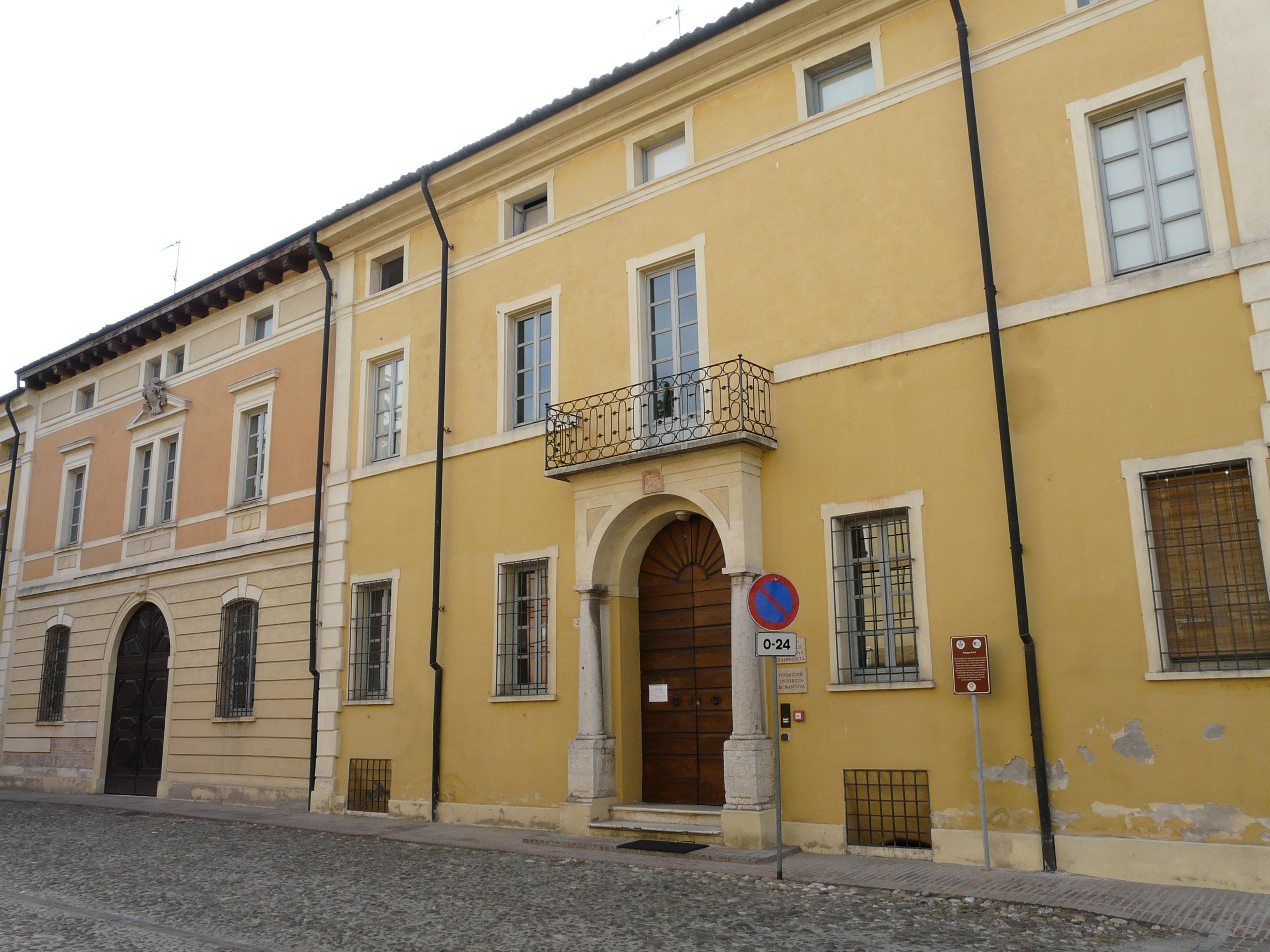
Palazzo Forti
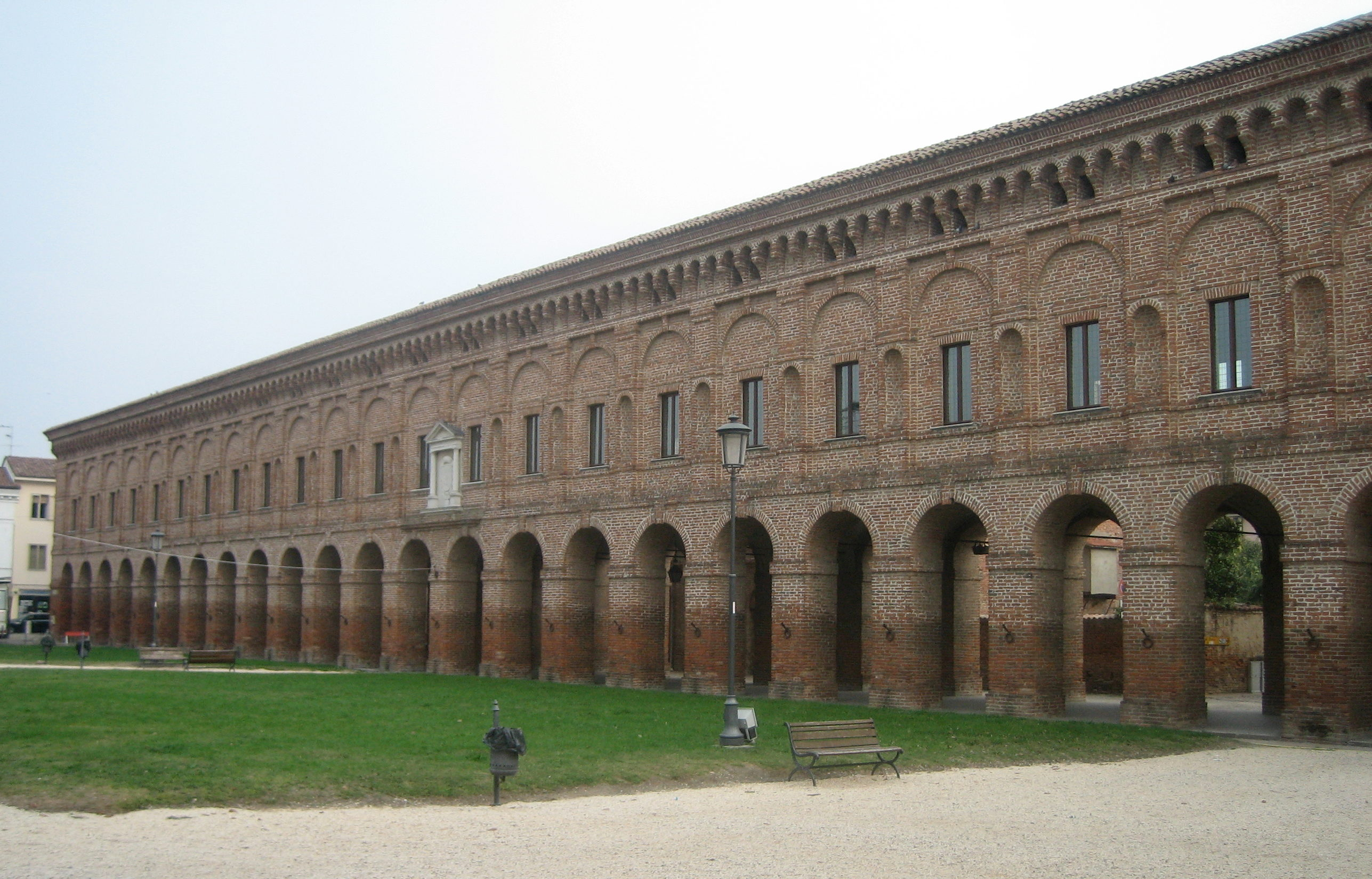
La Galleria degli Antichi
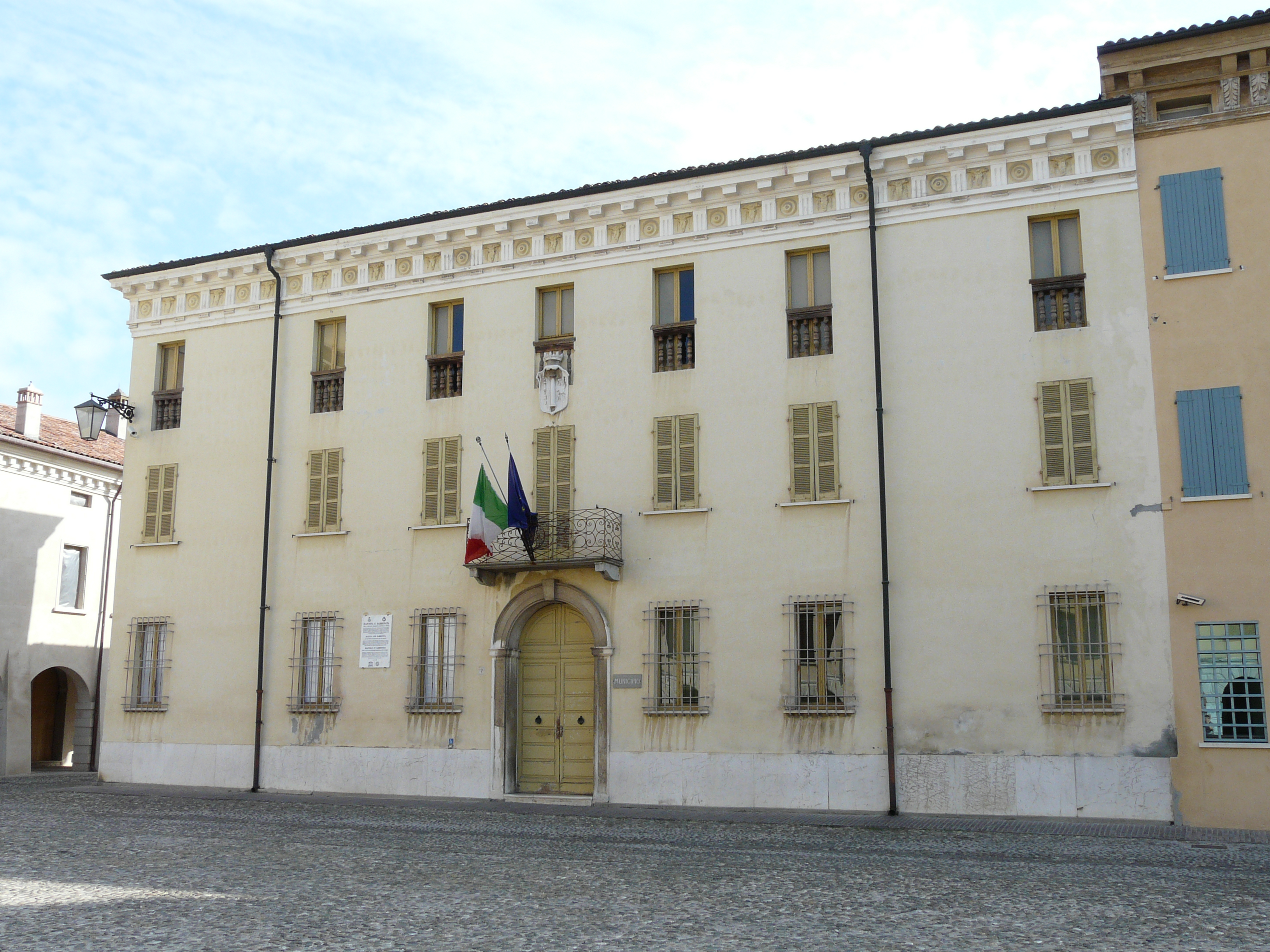
Il municipio
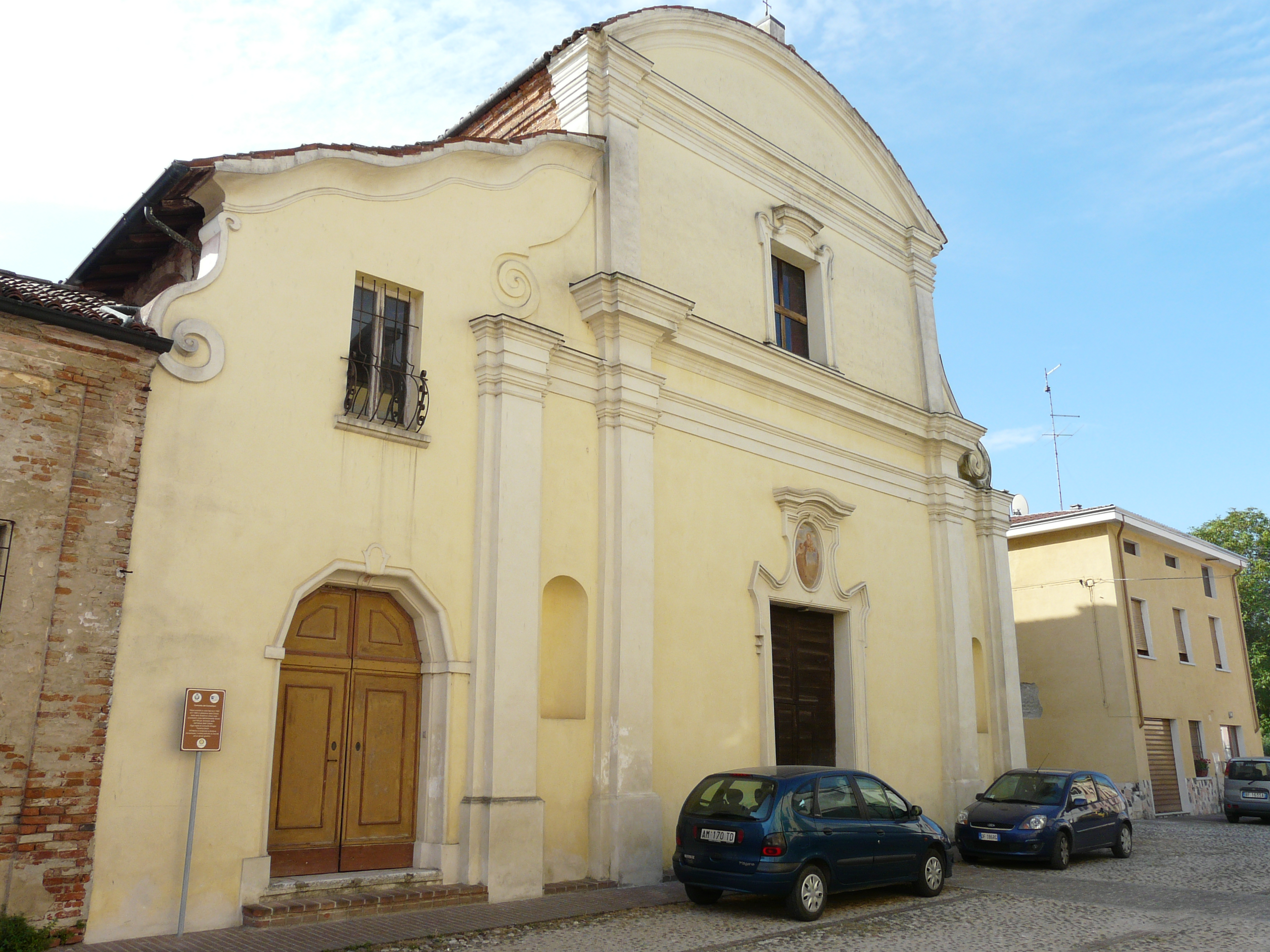
Chiesa del Carmine
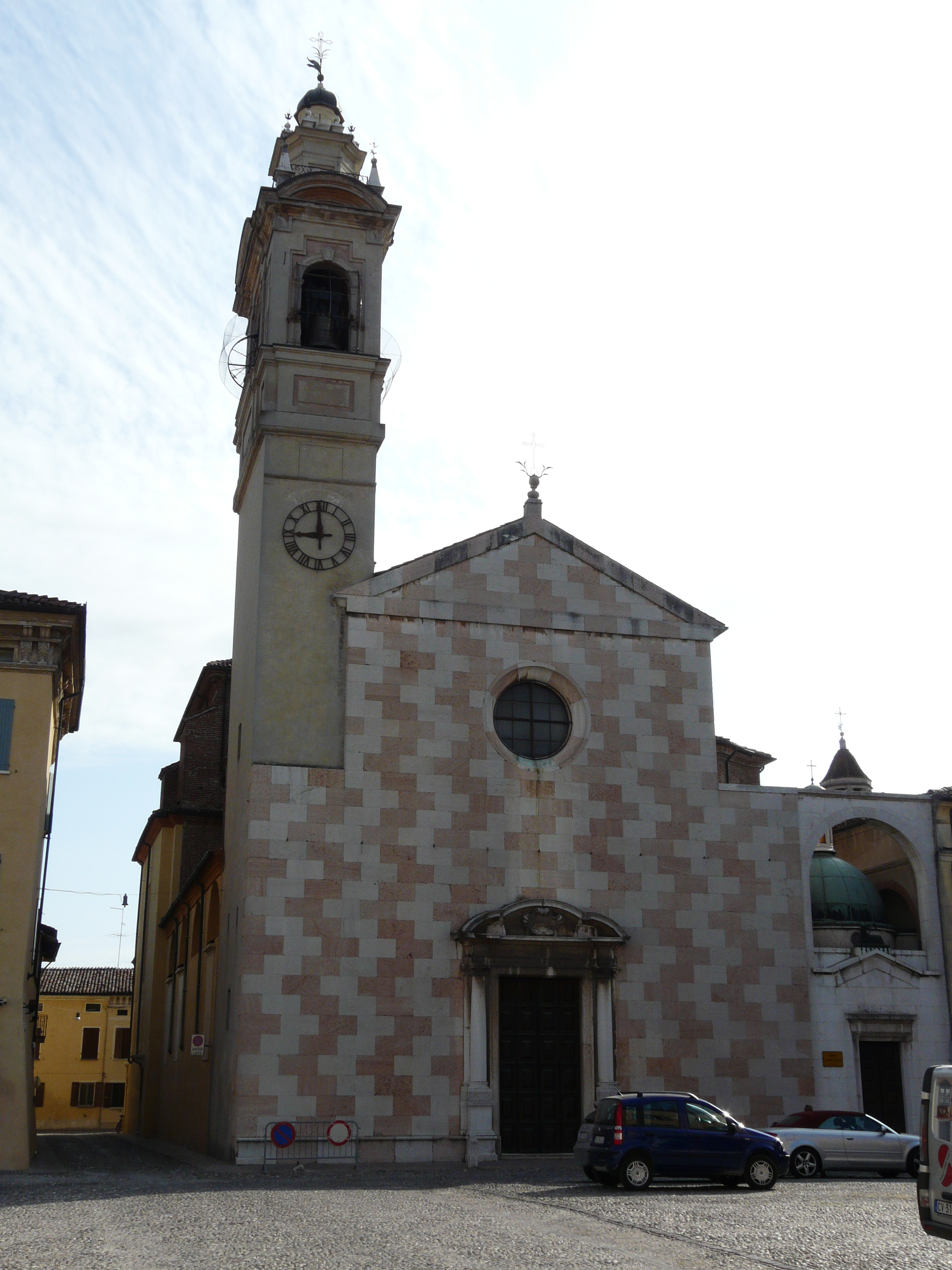
Chiesa di Santa Maria Assunta
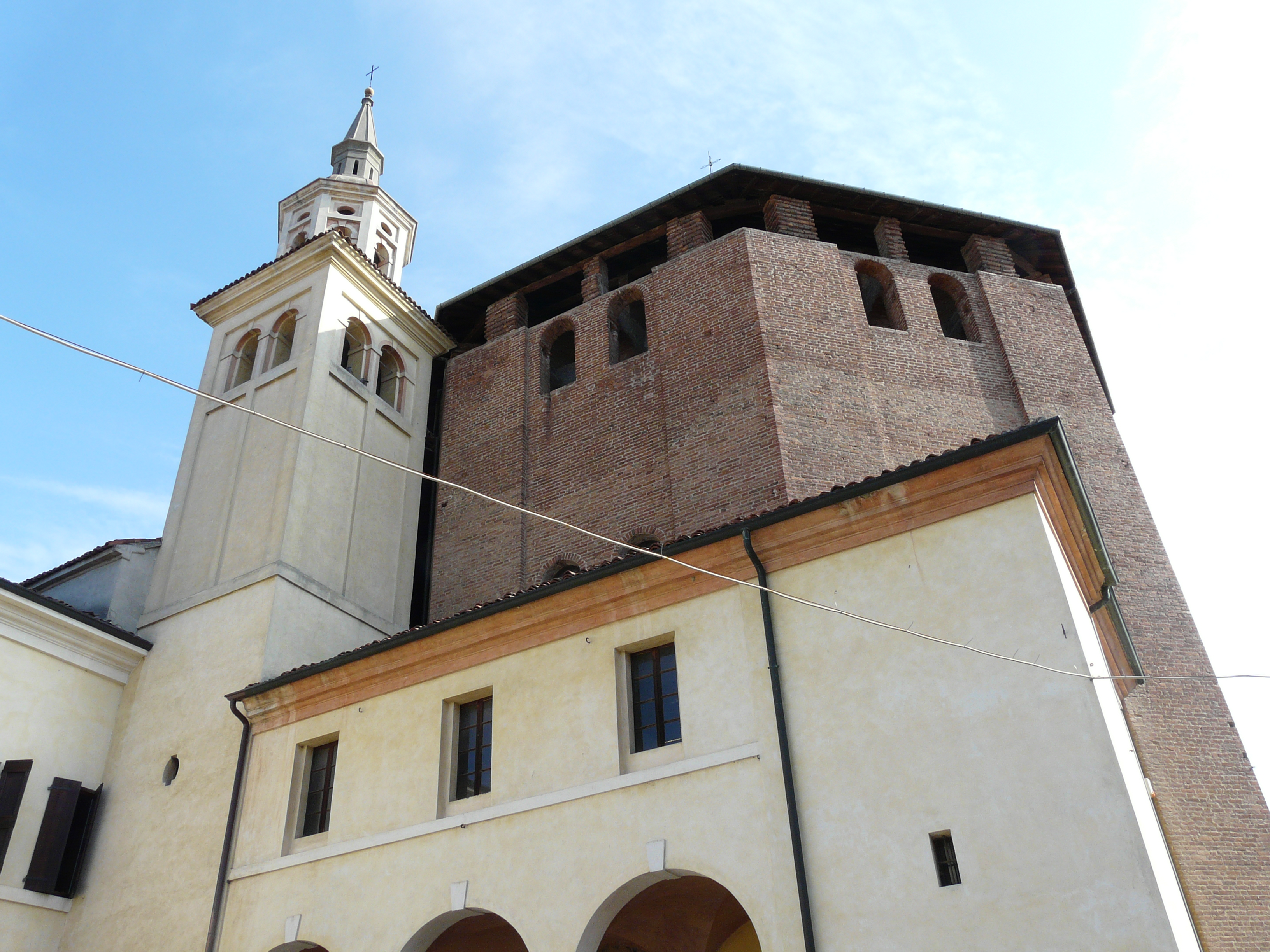
Chiesa della Beata Vergine Incoronata
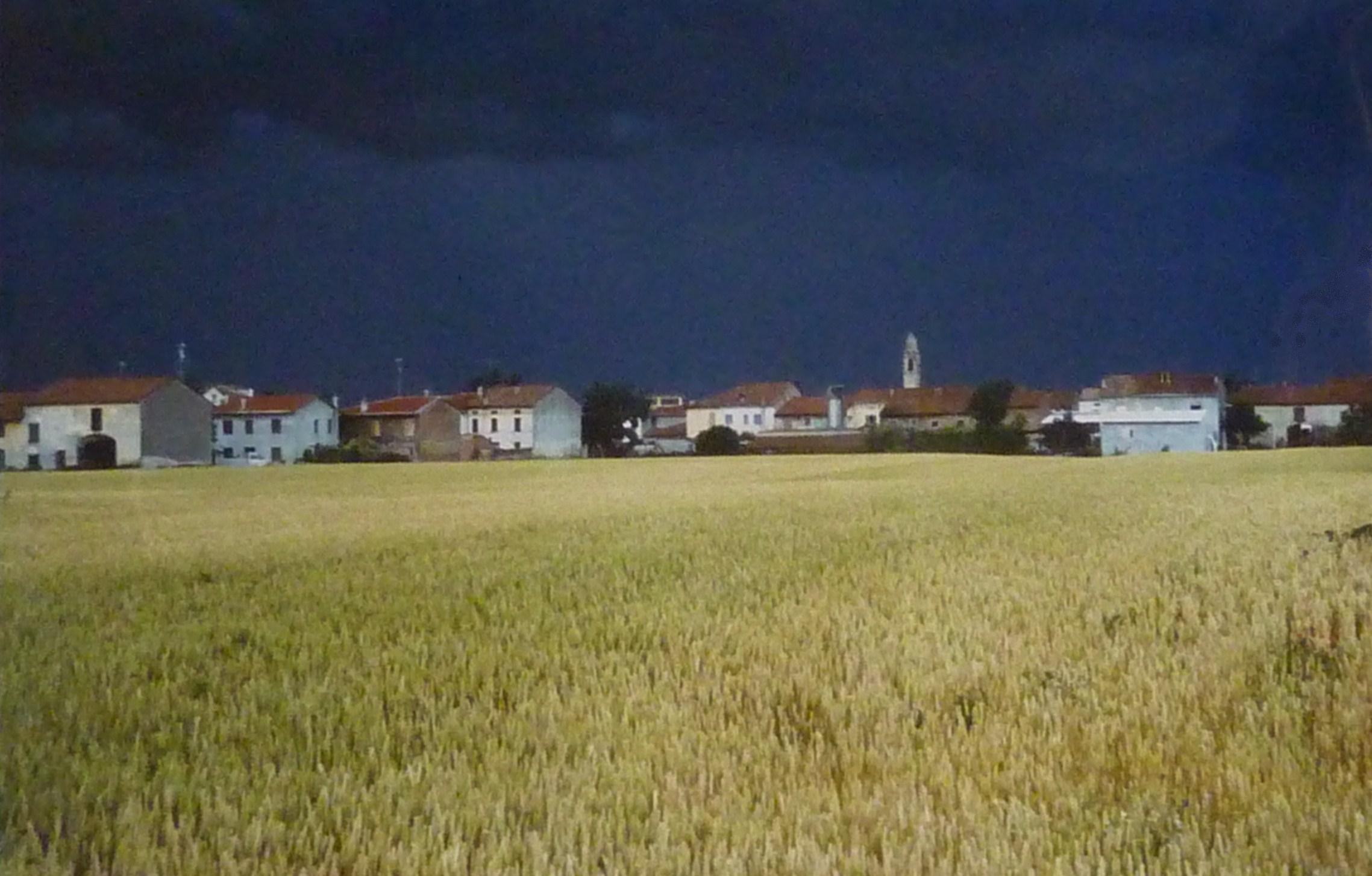
Temporale in arrivo a Ponteterra